# Sky City Tower
Pour les articles homonymes, voir Sky City et Sky Tower.
La Sky City Tower (ou Sky City One) était un projet de gratte-ciel abandonné  dont la construction avait débuté le 22 juillet 2013 dans la ville de Changsha, en Chine. Si construite, elle aurait pu atteindre une hauteur de 838 mètres de hauteur, soit 10 mètres de plus que la tour Burj Khalifa, actuellement la plus haute structure du monde.
Il était prévu que sa construction s'effectue en 210 jours uniquement pour un coût estimé à 1 400 000 000 $. La tour aurait eu 220 étages, 104 ascenseurs et sa superficie aurait été de 1 000 000 m2, pour une capacité d'accueil de plus de 100 000 personnes.

## Construction
La tour devait originellement être édifiée en un temps record de 3 mois, de novembre 2012 à janvier 2013. Ce délai très court s'explique par le fait que plus de 95 % du bâtiment aurait été construit à partir d'éléments préfabriqués, l'essentiel de la construction aurait consisté à effectuer le montage de ces différents éléments.  Après avoir été avancée une première fois en mars 2013, la durée annoncée fut allongée à 7 mois dès le mois de mai 2013. Peu de temps après, le permis fut reporté par les autorités locales pour des questions de sécurité, d'impact environnemental et de congestion.  La construction débute finalement le 22 juillet 2013.
Cependant, dès le 25 juillet, la construction est interrompue à la suite de problèmes d'ordre administratif. Le 14 août, Wang Shuguang, general manager du Broad Group's US operation intervient dans le China Daily USA pour annoncer que l'assemblage sur site ne pourrait pas commencer avant avril 2014. 
En l'absence de perspectives de reprise de la construction au cours des mois qui suivirent, les fondations du bâtiment furent à la place utilisées comme fermes piscicoles.

## Impact environnemental et annulation
La tour devait être érigée en zone rurale, plus précisément à proximité du lac Daze qui accueille 135 espèces d'oiseaux différents selon une étude publiée en 2011. Cela suscita l'opposition immédiate de militants écologistes locaux qui exprimèrent leurs inquiétudes quant aux dommages potentiels infligés sur l'écosystème.
Le 8 juin 2016, Le Quotidien du Peuple rapporte que le projet pouvait être considéré comme abandonné en raison de la mise en place par les autorités d'un plan de conservation de 20 marécages où de nombreuses espèces d'oiseaux rares nichent, ce qui inclut le lac Daze qui devait accueillir la tour en ses abords. Les possibilités de développement immobilier y étant désormais proscrites, la construction ne pouvait donc plus redémarrer. Cela n'empêcha pas Broad Group de persister à vouloir construire cette tour malgré ce désaveu, quitte à la bâtir dans une autre région.

## Sources
- (en) Broad Sustainable Buildings
- (en) CNN - Sky City: China plans world's tallest building